# Gessin

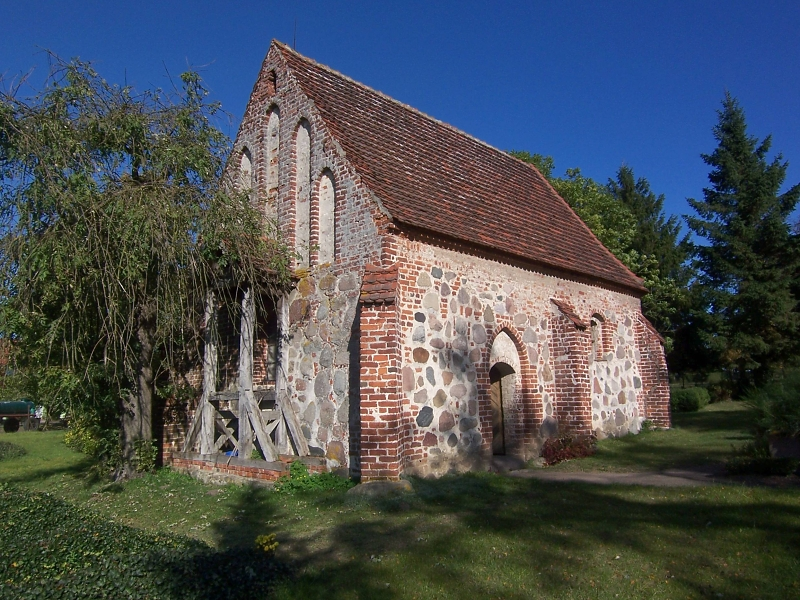
Kapelle in Gessin

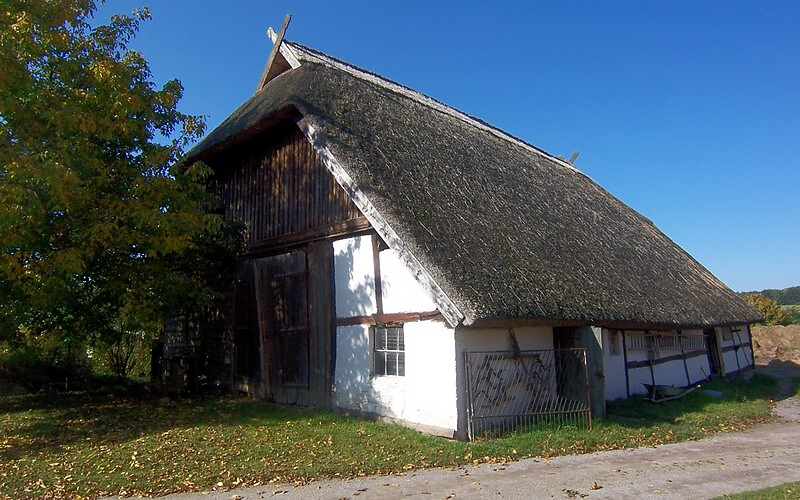
Fachwerkscheune

Gessin ist ein Ortsteil der Gemeinde Basedow in Mecklenburg-Vorpommern, südwestlich von Malchin gelegen. 

## Geschichte
Der Ort wurde 1247 unter dem Namen „villa Jacin“ erstmals urkundlich erwähnt, als der Bischof Wilhelm von Cammin den im früheren Gebiet der Zirzipanen gelegenen Ort der Kirche Basedow unterstellte. 1337 belehnte Johann III. von Werle die vier Söhne des Nikolaus II. von Hahn mit dem nun als „dorp Getzin“ bezeichneten Ort. Im Jahre 1349 wurde der Name „dorp to Jessyn“ gebraucht, der in seiner Folge zu Gessin gewandelt wurde. Der Name des Ortes leitet sich wahrscheinlich vom slawischen Wort Jasen für die Esche ab, die hier möglicherweise typisch war.

## Kultur
Der von der Einwohnerschaft des Ortes betriebene Mittelhof. Dort finden täglich Veranstaltungen, Verpflegung, Kinoprogramme als aktives Mitglied und Vertretung im Verbund der kulturellen Kinos, dem Landesverband Filmkommunikation Mecklenburg-Vorpommern, statt.

## Gebäude
- Die Dorfkirche Gessin wurde um 1400 errichtet.
- Die Strukturen des Angerdorfes mit Bauern- und Tagelöhnerhäusern sind weitgehend erhalten.
- Der Mittelhof Gessin  ist einer von 11 Höfen im Bauerndorf. In früheren Zeiten wurden hier die Schuldverhältnisse der Bauern geführt. Heute ist im ehemaligen Stall des Hofes das Dorfhaus eingerichtet.